# ロベルト・イベルツベルガー
ロベルト・イベルツベルガー（Robert Ibertsberger、1977年1月20日 - ）は、オーストリア・ザルツブルク州・ノイマルクト・アム・ヴァラーゼー出身の元サッカー選手であり、元オーストリア代表選手。現サッカー指導者。現役時代のポジションはディフェンダー。
元サッカー選手で現サッカー指導者のアンドレアス・イベルツベルガーは5歳年下の弟。

## 経歴

### 選手
7際の時、地元のSVゼーキルヒェン1945でサッカーを始める。1991年夏からはザルツブルク州サッカー協会が運営するアカデミー"BNZザルツブルク"に所属し、各年代別のチームで経験を積む。1994年8月、17歳の若さで当時オーストリア・ブンデスリーガ2部に属していたASVÖ FCプッフの一員としてプロデビューを果たす。プロ選手としての初シーズンは主にサイドバックとして27試合に出場し1得点を記録した。
1996年7月、当時オーストリア・ブンデスリーガ1部に属していたSVアウストリア・ザルツブルクに移籍。同年8月17日に1部でのデビューを果たす。その後は3シーズンに渡り主力選手として活躍。1996-97年シーズンにはリーグ優勝を果たし、1998-99年シーズンにはUEFAインタートトカップにも出場した。この時期のチームメートには後にアイントラハト・フランクフルトやボルシア・メンヒェングラートバッハなどで監督を務めることになるアドルフ・ヒュッターがいる。
1999年8月、オーストリアA代表に初招集され合計8試合に出場した。
1999年12月、当時イタリア・セリエAの一員で日本代表MFの名波浩やオーストリア代表GKミヒャエル・コンゼルが属していたACヴェネツィアに移籍した。
2000-01シーズンはオーストリア・ブンデスリーガ1部に属し、イビチャ・オシム監督率いるSKシュトゥルム・グラーツでプレーする。イヴィツァ・ヴァスティッチ（後に名古屋グランパスでプレー）やマリオ・ハース（後にジェフユナイテッド市原・千葉でプレー）からなる強力なFW陣をサイドバックとして支えた。現FC町田ゼルビア監督のランコ・ポポヴィッチもSKシュトゥルム・グラーツ時代のチームメートであった。
2001-02シーズンは同じくオーストリア・ブンデスリーガ1部に属するFCヴァッカー・インスブルックにて14試合に出場し、クルト・ヤーラ監督の下、本人にとって1997年以来となるリーグ優勝を飾る。この時期のチームメートには浦和レッズでプレーしたミヒャエル・バウアーらがいる。
2004年6月、主日10年のプロ選手キャリアに終止符を打った。20歳の時に前十字靭帯切断と脛骨軟骨損傷の大怪我を負い、幾度も手術を繰り返して長年プレーを続けてきたが、ACヴェネツィアに所属したシーズンから通常のリハビリでは回復しない程に膝の状態が悪化。2002年1月には軟骨移植の手術を受けるが、回復には至らなかった。

### 指導者
2006年レッドブル・ザルツブルク U-15の監督に就任、さらにU-17の監督を経て、2010年夏にオーストリア・ブンデスリーガ1部に属するSVリートのアカデミーダイレクターに就任。7年間に渡りアカデミーのトップを務め、2010-11年シーズンではU-18の監督の兼任した。
2017-18シーズン以降はオーストリア・ブンデスリーガ1部に属するヴォルフスベルガーACやFKアウストリア・ウィーンのコーチと暫定監督を歴任。
2020年3月、オーストリア・ブンデスリーガ1部に属するSKNザンクト・ペルテンの監督に就任する。
リーグ最下位からの出発であったが攻撃的なサッカーを展開し、残り10試合のリーグ戦で5勝2分3敗の好結果を残しチームを残留に導いた。
2022年1月、オーストリア・ブンデスリーガ1部に属するSVリートの監督に就任。オーストリア・カップでの決勝進出を果たした。

## タイトル
SVアウストリア・ザルツブルク
- オーストリア・ブンデスリーガ 優勝:1回（1997）

FCヴァッカー・インスブルック
- オーストリア・ブンデスリーガ 優勝:1回（2002）